# كونغ فوت
كونغ فوت (Kung-foot) هو اسم مسلسل رسوم متحركة فرنسي انتج عام 2007 . تم عرض الدبلجة العربية في سبتمبر 2012 في قناة إم ‌بي ‌سي 3.

## وصلات خارجية
- كونغ فوت على موقع ألو سيني (الفرنسية)